# Мемориальный ансамбль Маарьямяэ

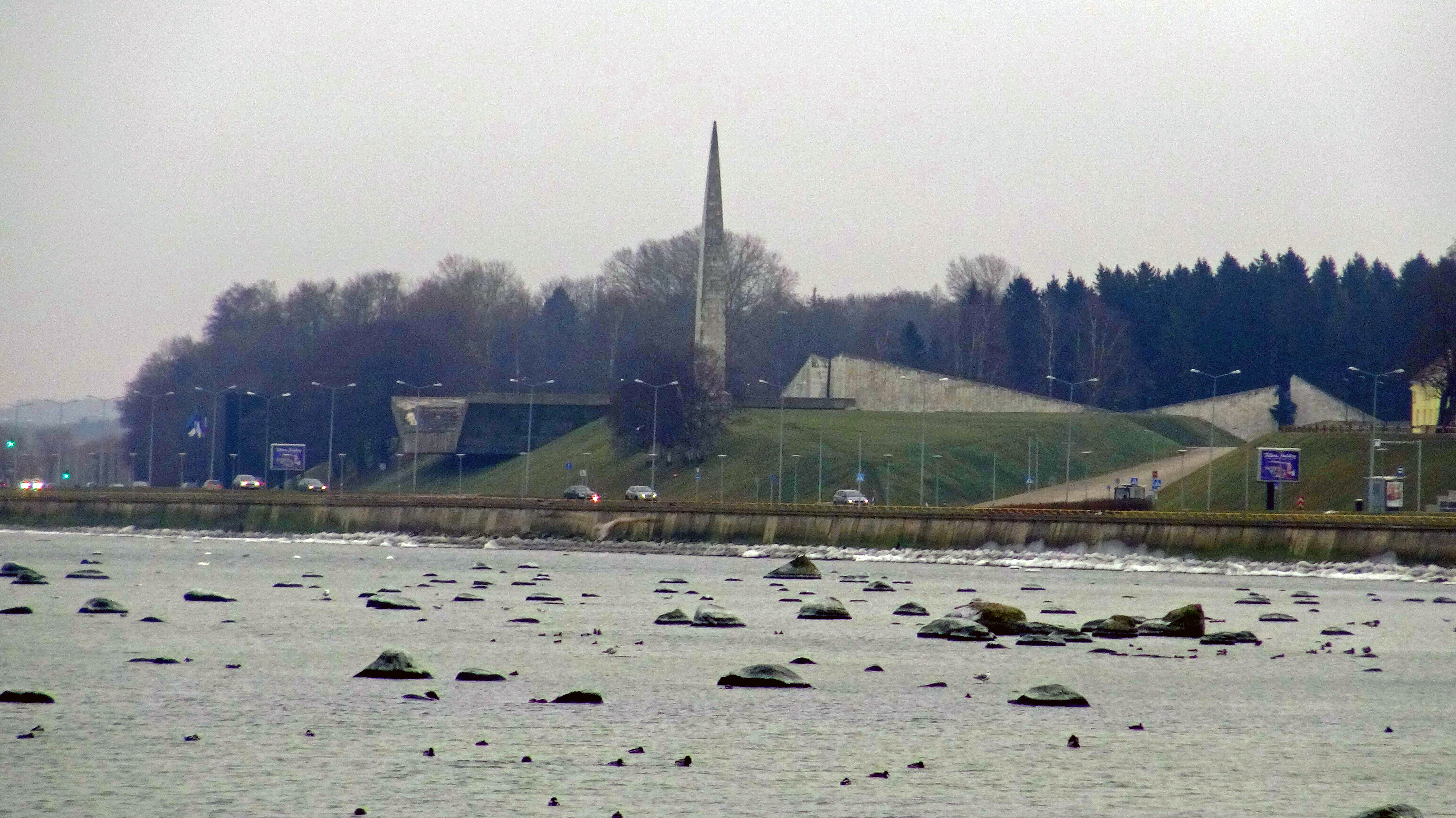
Мемориальный ансамбль в Маарьямяэ. Слева направо: Мемориал жертвам коммунизма, Площадь примирения, обелиск, «Вечный огонь», «Гибнущие чайки»

Мемориа́льный анса́мбль Ма́арьямяэ(эст. Maarjamäe mälestusväli), также Мемориальный ансамбль в Маарьямяэ — комплекс мемориальных объектов в Таллине, в микрорайоне Кадриорг рядом с одноименным замком. Включает в себя Площадь Примирения, военное кладбище, где похоронены советские и немецкие военные времен Второй мировой Войны, и Мемориал жертвам коммунизма, построенный в 2018 году в память о жителях Эстонии, пострадавших от политических репрессий и депортаций.
В октябре 2022 года входившие в состав мемориального ансамбля памятные плиты, посвящённые Красной армии, были снесены.

## История

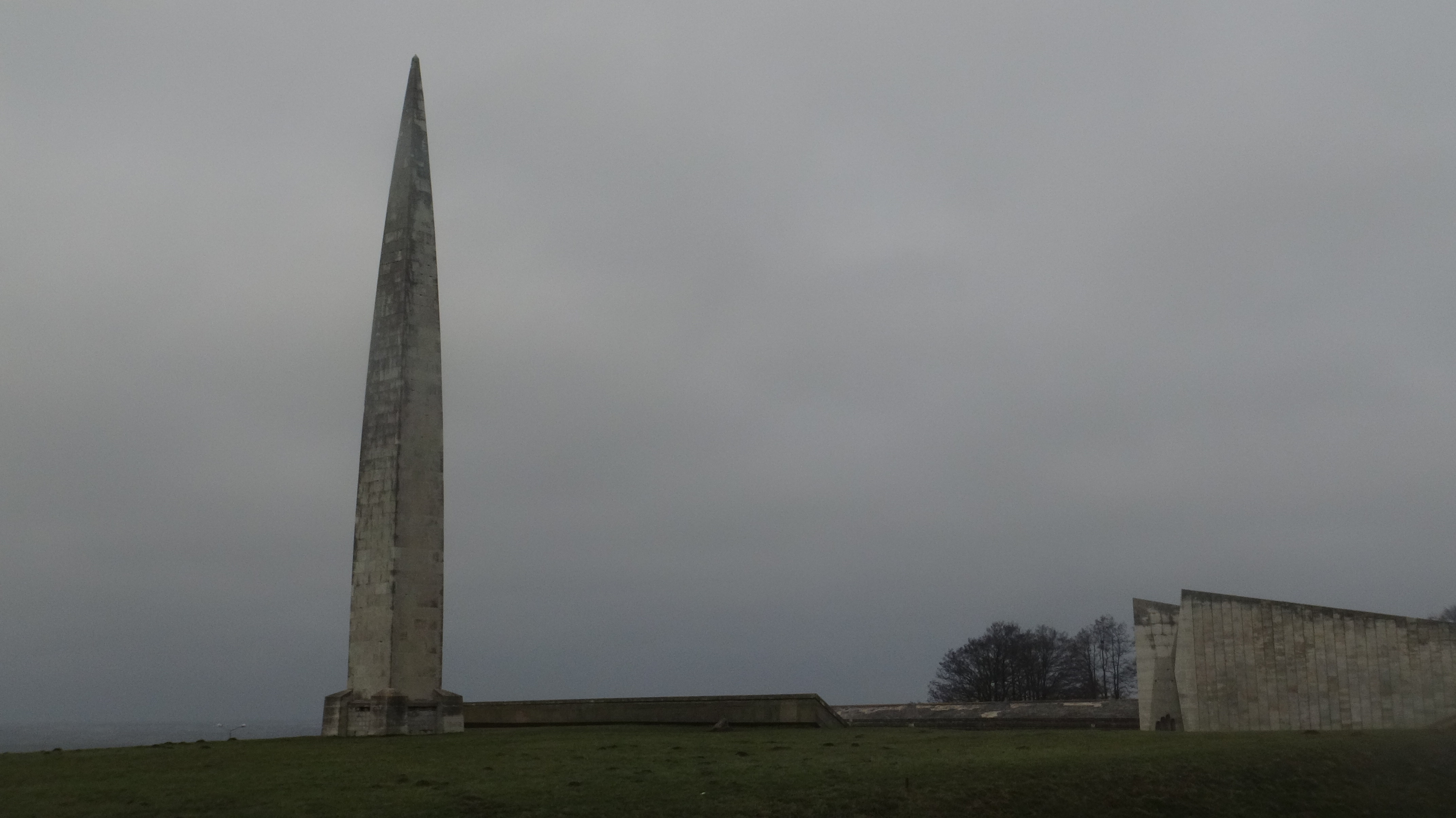
Обелиск

Изначально комплекс в Маарьямяэ носил название «Мемориальный ансамбль в память борцов за советскую власть в Эстонии» и находился в границах исторической местности Маарьямяэ.
Первая очередь мемориала была возведена в 1960–1970 годах и включала в себя архитектурное оформление плато, обелиск в память Ледового похода Балтийского флота (высота 35 м, 1960 год, архитектор Март Порт, бронзовые рельефы скульптора Лембита Толли) и могилу Героя Советского Союза Евгения Никонова. Также комплекс включал в себя могилы матросов с эсминцев «Автроил» и «Спартак», которых, согласно советской историографии, захватили английские интервенты в Таллинском заливе (около 200 моряков были отправлены в концентрационный лагерь на острове Найссаар, где 36 матросов были расстреляны эстонскими властями в 1919 году). Их останки были перенесены на Маарьямяэ с острова Найссаар ещё в 1940 году. Согласно другим сведениям, на острове были казнены 27 матросов (в постановлении Военно-морского суда Эстонии за подписью командующего военно-морскими силами капитана ВМФ Йохана Питка значилось, что суд приговорил 27 матросов к смертной казни (26 были казнены, одному удалось бежать)).
Облицованные доломитом пирамидальные наклонные стены и покрытые дёрном наклонные плоскости с пролегающими между ними дорожками создавали спокойную пространственную композицию. Церемониальная площадка была обрамлена с двух сторон трибунами, рядом с ними был зажжён «Вечный огонь», обрамлённый высокими пилонами, на которых были высечены выражающие глубокую скорбь руки.
В конце главной дороги мемориала, ведущей от площади к Ласнамяэскому глинту, была запланирована его вторая очередь, с монументальной лестницей поднимающейся на глинт. Построенная дорога, проходящая под расположенной между двумя пилонами скульптурой «Гибнущие чайки», вела к могилам советских солдат.
Авторы ансамбля — Аллан Мурдмаа (руководитель коллектива), Вальве Пормейстер, Рейн Керстен, скульптор Матти Варик, художник Ю. Пальм и инженер В. Хютси.
В советское время на территории мемориального комплекса проводились военные парады и октябрят принимали в пионеры. На момент своего основания и по сей день комплекс является крупнейшим образцом ландшафтной архитектуры в Эстонии.

## Площадь Примирения

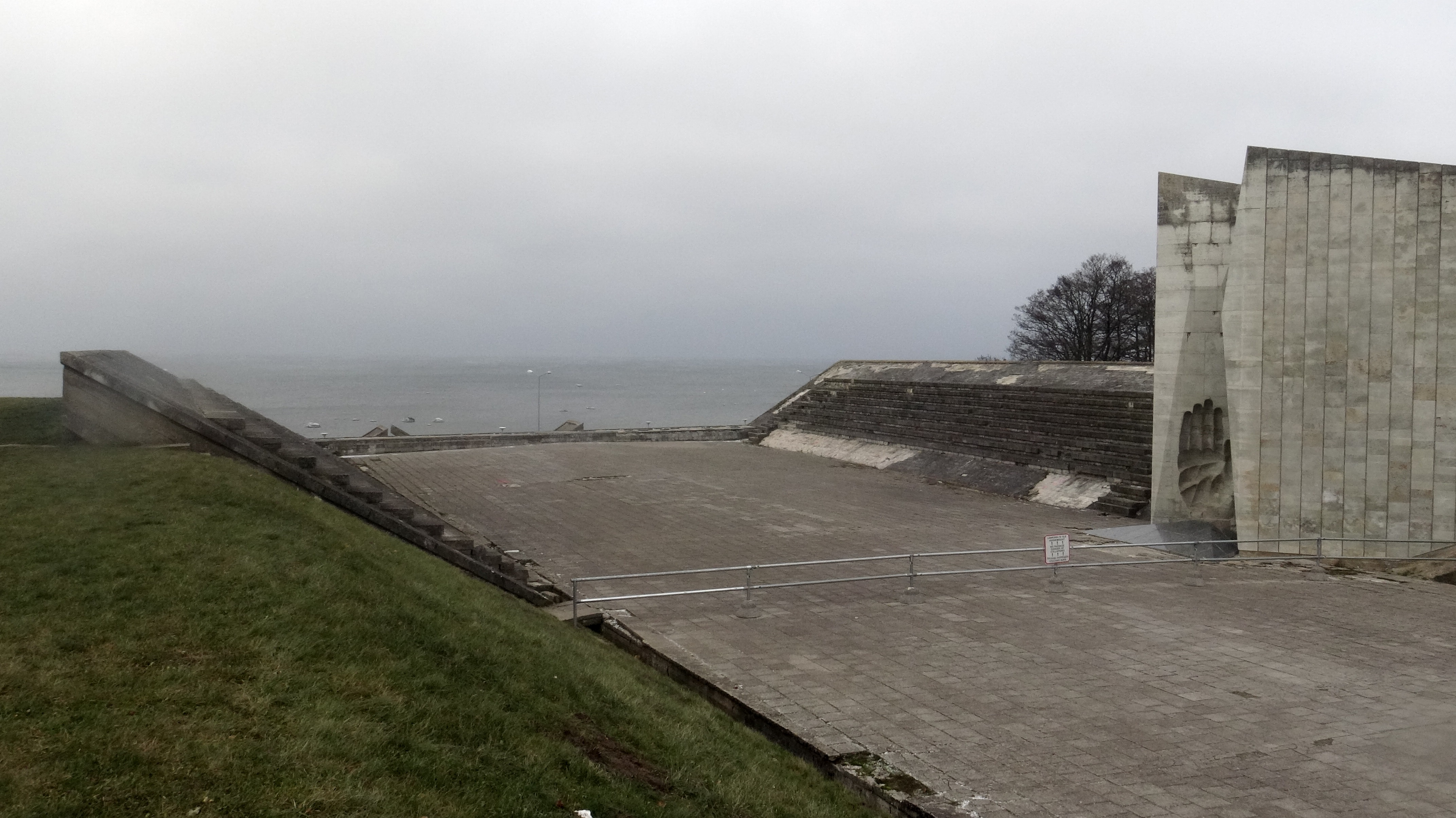
Площадь Примирения. Справа — «Вечный огонь» (потушен в 1990-х годах)

После восстановления независимости Эстонии площадь первой части советского мемориального комплекса получила название «Площадь Примирения». «Вечный огонь» был потушен.
В настоящее время эта часть комплекса заброшена и разрушается. Однако, несмотря на это, у комплекса любит собираться молодёжь, сюда приходят туристы и фотографы, т. к. с территории мемориала открываются красивые виды на море и город.  Во избежание несчастных случаев городскими властями было решено огородить площадь. В стороне от комплекса, куда ведет длинная, прямая дорога, находится незавершённая ещё в советское время часть мемориального ансамбля, исписанная граффити.
Единого соглашения относительно дальнейшей судьбы комплекса нет, поскольку комплекс находится одновременно на городской и государственной территории.

## Военное кладбище

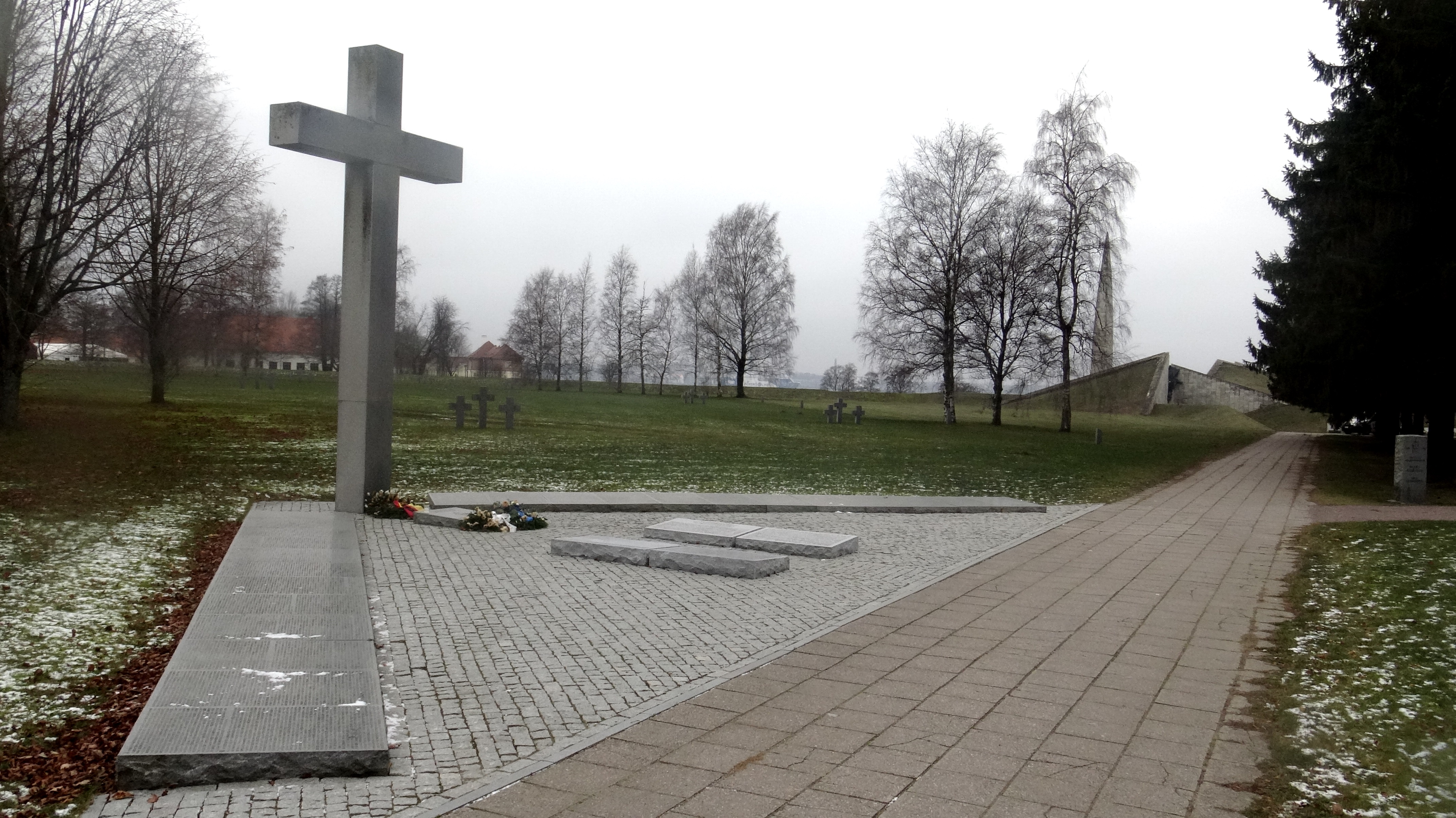
Немецкое военное кладбище

За композицией «Гибнущие чайки» находится военное кладбище. В комплекс на опушке небольшой еловой рощи находились памятные таблички советских частей, и далее, в сторону Мемориала жертвам коммунизма, расположено немецкое кладбище, где похоронены более 2300 солдат вермахта. 6 октября 2022 года памятные таблички советским воинам были снесены, в рамках государственной программы по удалению из общественных пространств Эстонии памятников солдатам Красной армии.
Немецкое кладбище было открыто 12 сентября 1998 года, однако, находилось тут ещё с 1941 года, но было ликвидировано советским руководством по «идеологическим соображениям». Восстановлено по инициативе Народного союза Германии по уходу за военными могилами, когда по договоренности между Эстонией и Германией от 12 октября 1995 года земли кладбища были безвозмездно отданы Союзу для реконструкции. Восстановительные работы велись с 1996 года. Кладбище представляет из себя ровное поле, на котором расположены гранитные кресты, по три креста над каждой могилой, а также памятные плиты, на которых выгравированы имена упокоившихся здесь солдат.

## Мемориал жертвам коммунизма

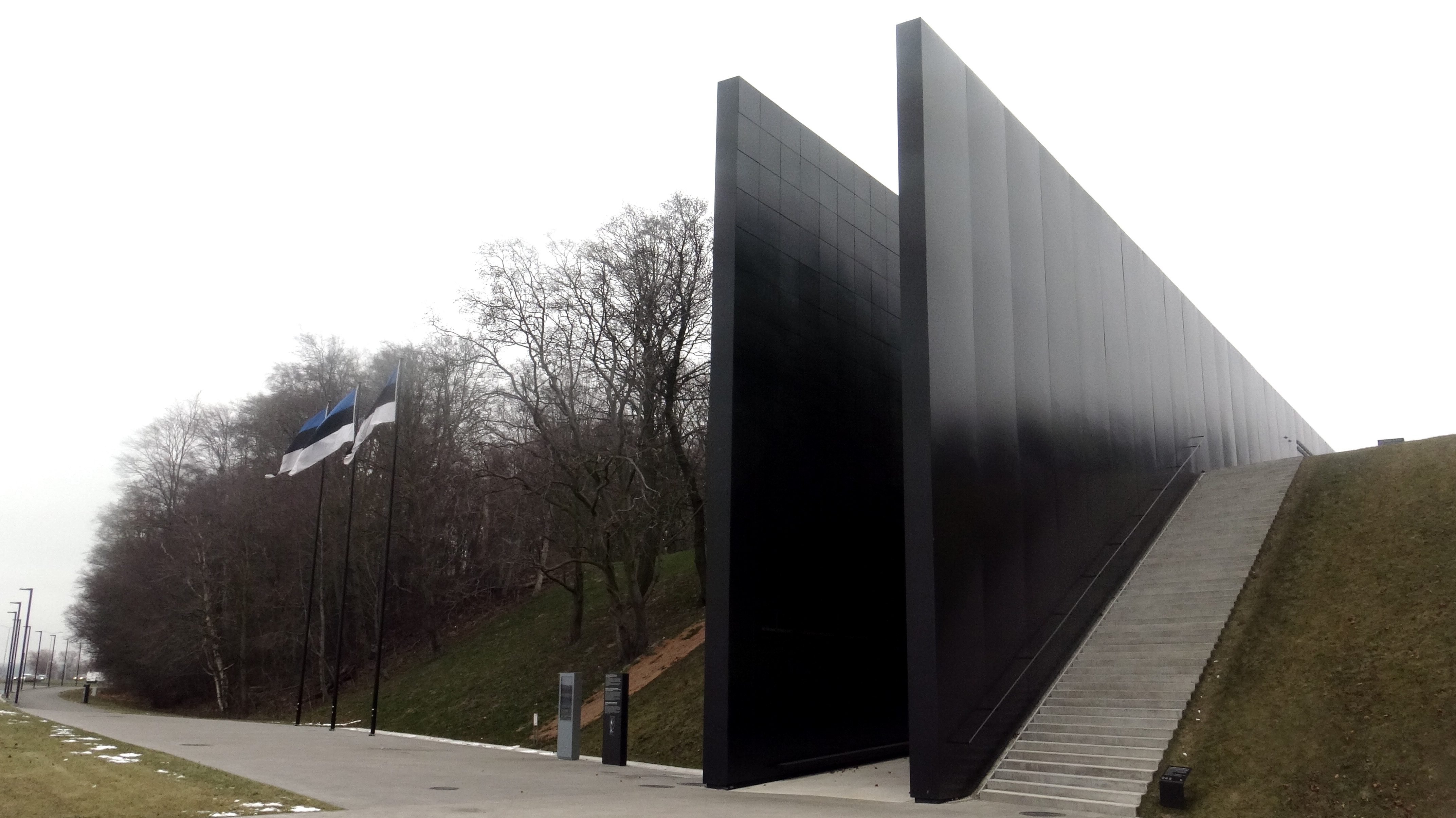
Мемориал жертвам коммунизма. Северная часть «Пути»

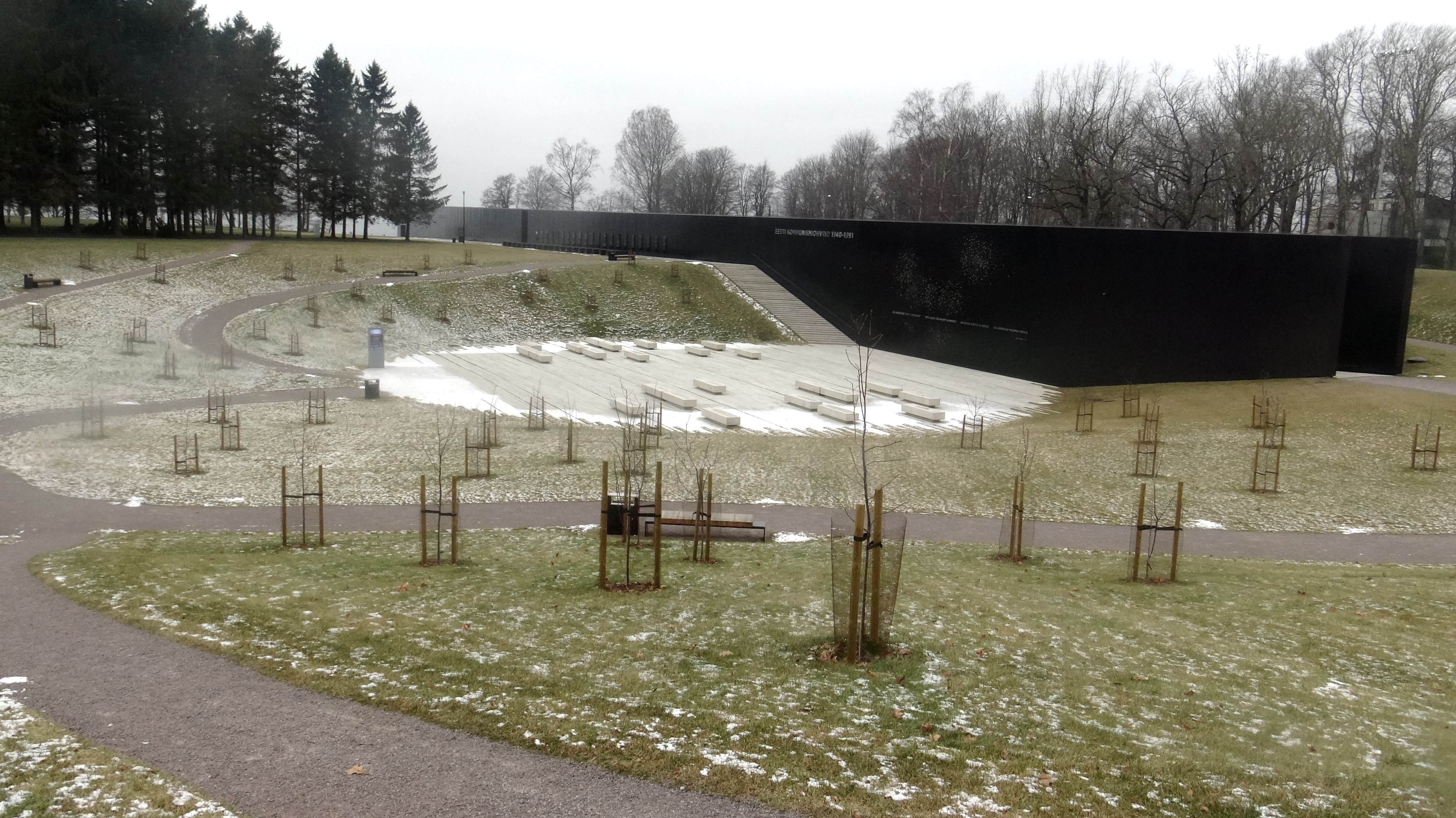
«Родной сад»

Мемориал жертвам коммунизма — самое новое сооружение в комплексе Маарьямяэ. Торжественно открыт 23 августа 2018 года к 100-летию эстонской государственности, в День памяти жертв сталинизма и нацизма. Посвящён всем жителям Эстонии, пострадавшим и погибшим в ходе репрессий и депортаций во времена советской власти. Мемориал является одним из пунктов остановки во время визитов иностранных лидеров, местом официальных церемоний, связанных с годовщинами советских депортаций, государственными праздниками и другими важными для Эстонии историческими событиями.
Авторы мемориала — архитекторы Калле Веллевоог, Яан Тийдеманн, Тийу Труус, скульптор Кирке Кангро; озеленение — Лидия Зарудная, графический дизайн — Мартин Педаник; техническое решение памятника офицерам — Маргус Трийбманн.
Мемориал состоит из двух частей — «Путь» и «Сад».
«Путь» — это две чёрных стены («Стена памяти»), расположенные параллельно друг другу, образующие длинный коридор, символизирующий беспощадность тоталитарной системы. На внутренней стороне обеих стен выгравированы имена 22 тысяч человек, погибших в ходе репрессий или депортаций советской властью. В будущем, с обновлением информации о погибших, планируется дополнять «Стену памяти» новыми именами. На внешней стороне правой стены находится памятник кадровым офицерам Эстонии. Жертвами советских репрессий стал 801 офицер (четверть всего офицерского состава Эстонии), которые были расстреляны или погибли в тюрьмах и лагерях. Также на этой стене висят «Таблички памяти», которые на трёх языках (эстонский, русский и английский) повествуют об истории репрессий в Эстонии, и гранитные камни, на которых обозначены основные места, куда ссылали жителей Эстонии.
На выходе из коридора находится «Родной сад» (яблоневый сад), символизирующий воспоминания и тоску по родному дому. На внешней стороне стены прикреплены 22 тысячи фигурок пчёл, которые символизируют павших жертв.

## Программа защиты эстонской архитектуры 20-го столетия
По инициативе Министерства культуры Эстонии, Департамента охраны памятников старины, Эстонской академии художеств и Музея архитектуры Эстонии в период с 2008 по 2013 год в рамках «Программы защиты эстонской архитектуры 20-го столетия» была составлена база данных самых ценных архитектурных произведений Эстонии XX века. В ней содержится информация о зданиях и сооружениях, построенных в 1870—1991 годы, которые предложено рассматривать как часть архитектурного наследия Эстонии и исходя из этого или охранять на государственном уровне, или взять на учёт. Мемориальный комплекс Маарьямяэ внесён в эту базу данных.
По состоянию на начало 2021 года в Регистр памятников культуры Эстонии было включено Немецкое военное кладбище.

## Отношение в обществе
Мемориал советского времени вызывает крайне противоречивые чувства в эстонском обществе. Высказываются разные мнения о судьбе памятника, начиная сносом, заканчивая полной рестоврацией и превращением в современный парк, в котором бы были пояснительные таблички, объясняющие те или иные идеологические посылы.
- Бывший мэр Таллинна Михаил Кылварт: «Идеологическая составляющая этого ансамбля со временем теряет актуальность, а историческая значимость возрастает. И ее должны определять эксперты, а не политики. Мы по-прежнему готовы финансировать реставрацию комплекса из городской казны. На данный момент работы приостановлены. Но чтобы предотвратить утрату мемориала, его надо хотя бы законсервировать. Мы должны прийти к юридически корректному соглашению с государством, так как мемориал стоит на его земле. Город со своей стороны заинтересован в том, чтобы это было безопасное и доступное для горожан место посещения».
- Историк Ээрик-Нийлес Кросс: «Нужно сначала понять, о чем речь. Сейчас много разговоров о «разных слоях» мемориала. Якобы советский посыл мемориала уже утрачен, обсуждается его художественная ценность. Но ведь Маарьямяэ – это военное кладбище. При сооружении мемориала было уничтожено около тысячи могил. И как минимум тысяча могил все еще там. И среди них более ста могил эстонских солдат и офицеров. Скорее всего, убрать ансамбль нельзя, не нарушая покой погребенных там людей. Решение нужно принимать с учетом Закона о защите воинских захоронений. На могилах не должно быть неуместных конструкций, они должны быть ухожены и надлежащим образом обозначены. Предполагаю, что следует сохранить ландшафтно-архитектурную часть мемориала, убрать советскую военную символику, после чего снабдить территорию информационными щитами».[20]
- Министр культуры Эстонии Пирет Хартман: «Я поддерживаю мнение экспертов, согласно которому мемориал на Маарьямяэ – это уникальный образец ландшафтной архитектуры, который следует сохранить. Министерство культуры предлагает увязать мемориал с комплексом Эстонского исторического музея в единую экспозицию и продумать, как можно было бы использовать это место в качестве общественного пространства».
- Бывший вице-мэр Таллинна Владимир Свет: «Мемориал Маарьямяэ – ценное произведение эстонской ландшафтной архитектуры. Аналогичное мнение разделяют Союзы архитекторов и ландшафтных архитекторов Эстонии, а также ряд искусствоведов и историков. Авторы мемориала жертвам коммунизма тоже считают, что их работа полнее воспринимается в сочетании с мемориальным комплексом, который нужно защитить, а не снести. Всю территорию следует законсервировать, переосмыслить концепцию и создать новые смыслы, а это можно сделать, если привлечь максимально широкий круг экспертов и дополнить имеющуюся ландшафтную архитектуру. Как бы то ни было, Таллинн не собирается превращать его в место восхваления советской идеологии».[21]
- Бывший министр юстиции Урмас Рейнсалу: «Если придут к мнению, что можно правомочно убрать элементы советского времени, то это надо будет обдумать. Вопрос в том, что мемориал не должен представлять опасность, и если возникнет необходимость, то придется отдельные его элементы забетонировать или снести. Для меня в них нет святыни».[22]

### Резонансные события
30 октября 2023 года возле Мемориала жертвам коммунизма прошла акция «Возвращение имен», посвященною памяти жертв советских репрессий, инициатором которой выступило таллинское отделение русскоязычного антивоенного сообщества ReForum Space. Незадолго до проведения акции, предположительно сторонники вторжения России на Украину вытоптали на снегу перед мемориалом фразу «Zа мир».
В августе 2023 года неизвестные осквернили памятник «Гибнущие чайки», часть Мемориального ансамбля Маарьямяэ. На памятнике появились надписи «Слава Украине», «Русский оккупант — лучшее удобрение», «Путин — подонок» и другие. Полиция возбудила уголовное производство по статье 149 Пенитенциарного кодекса, которая касается осквернения памяти умершего.

## Галерея

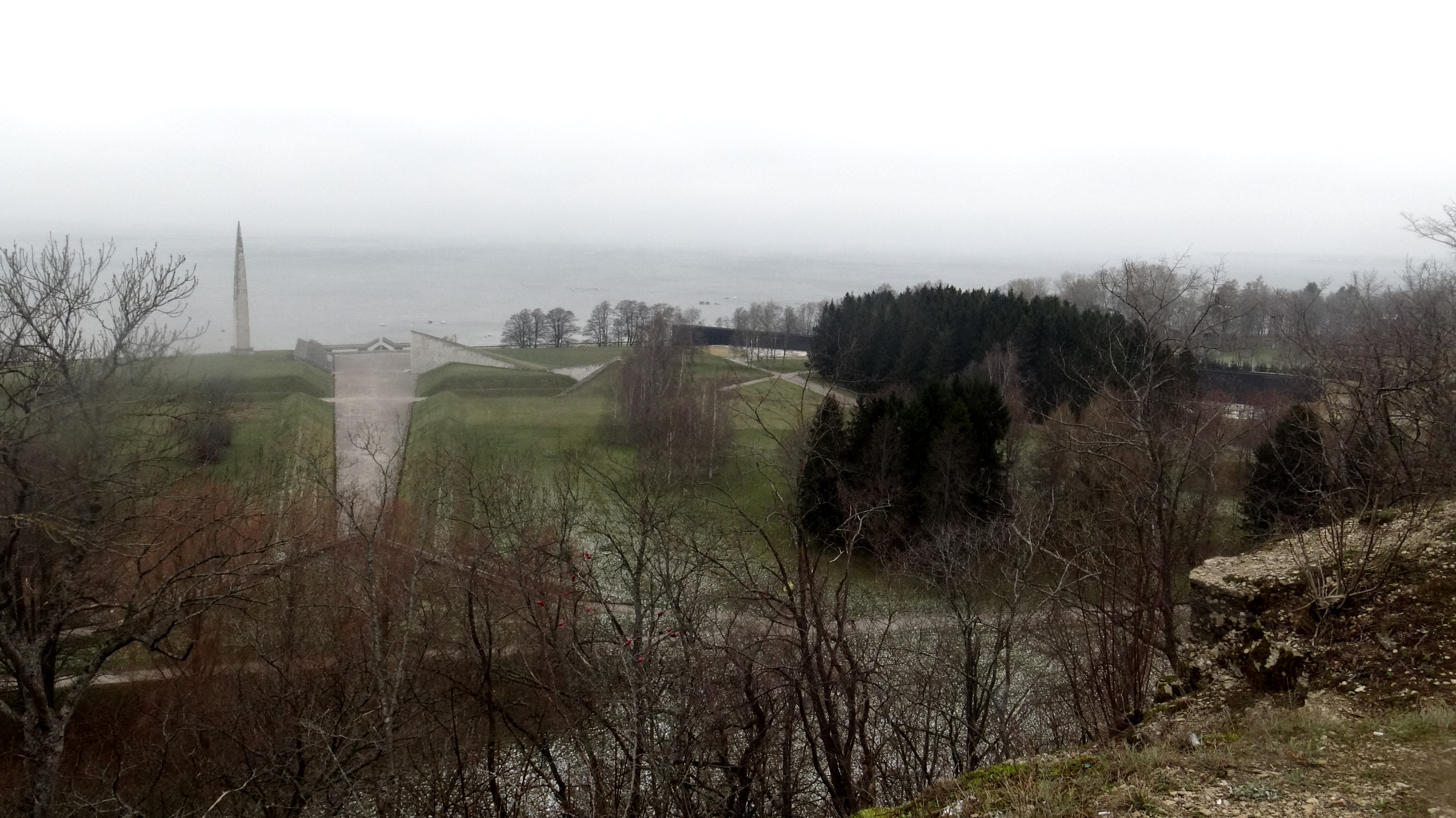
Общий вид на Мемориальный комплекс в Маарьямяэ с глинта
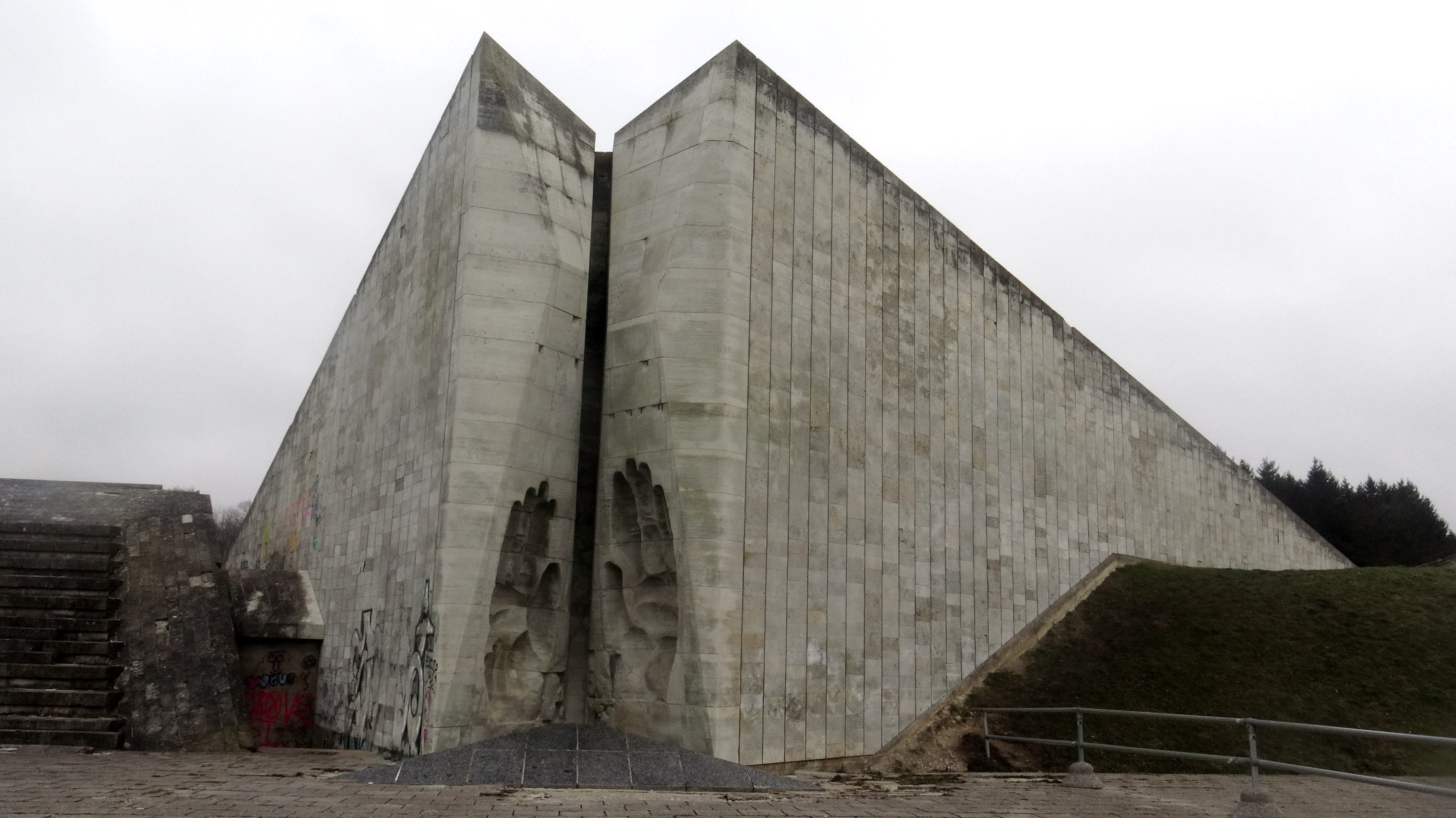
«Вечный огонь». Потушен после восстановления независимости Эстонии
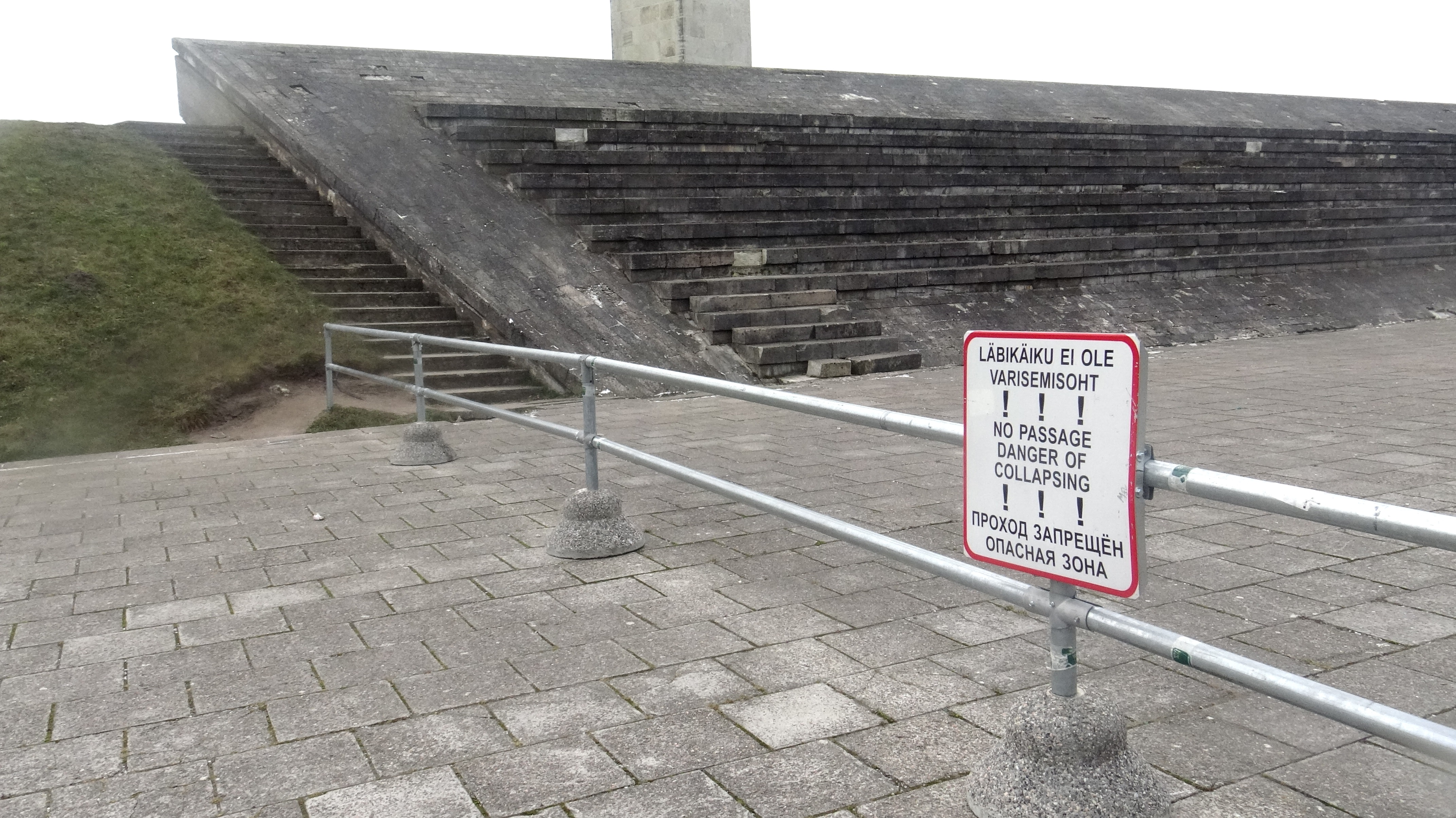
Площадь находится в аварийном состоянии, доступ к ней ограничен
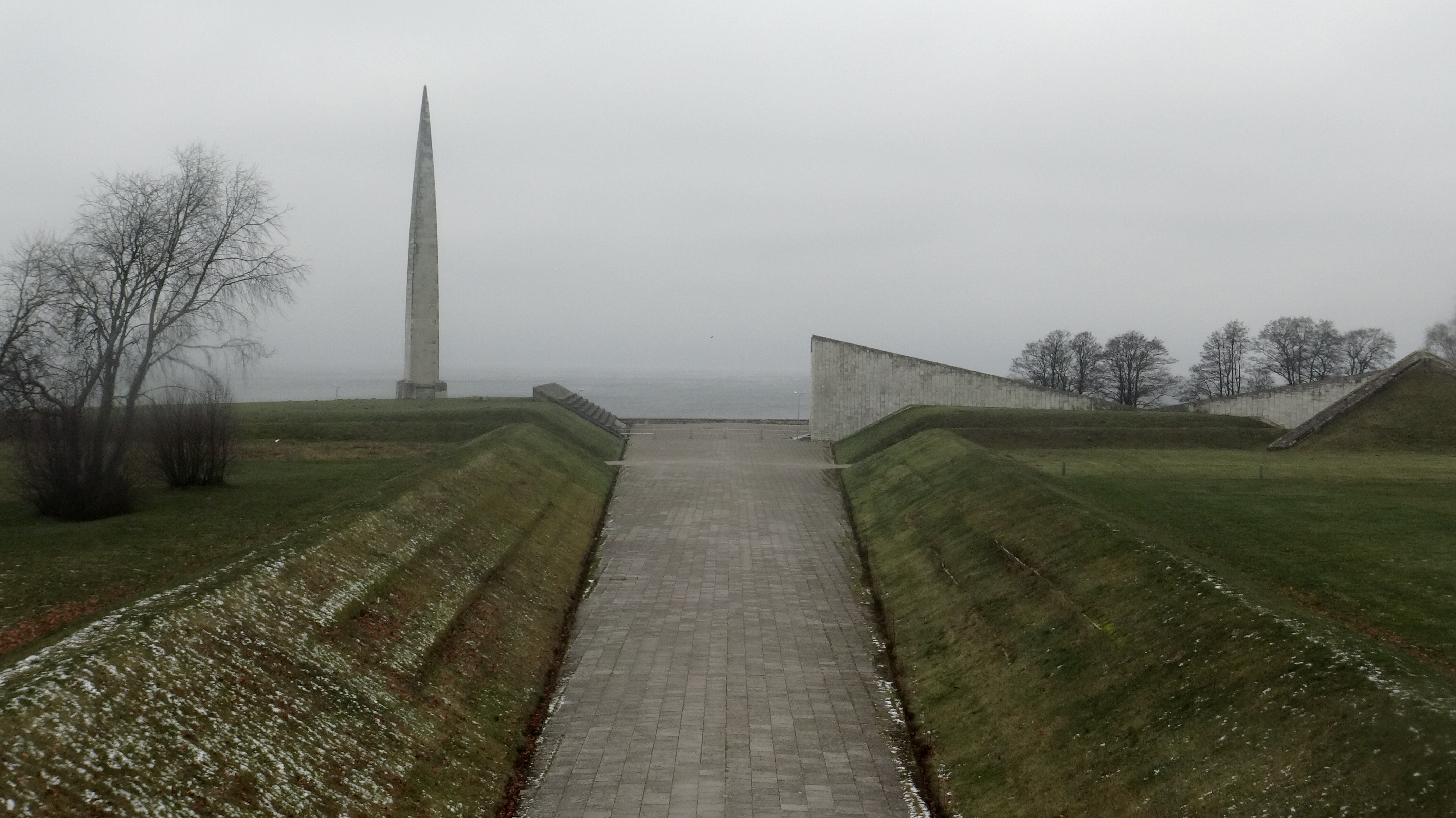
Общий вид центральной церемониальной площади
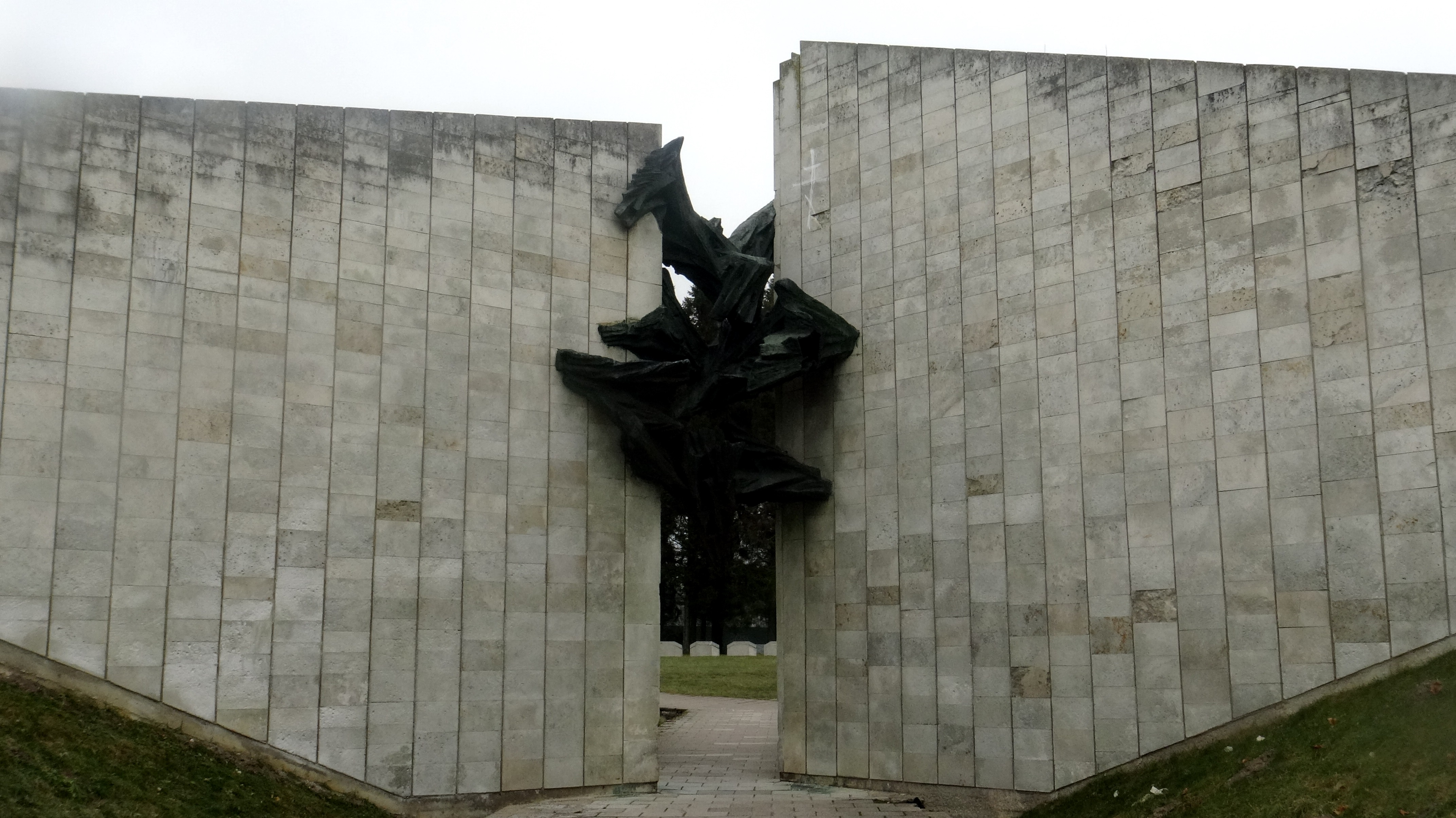
«Гибнущие чайки»
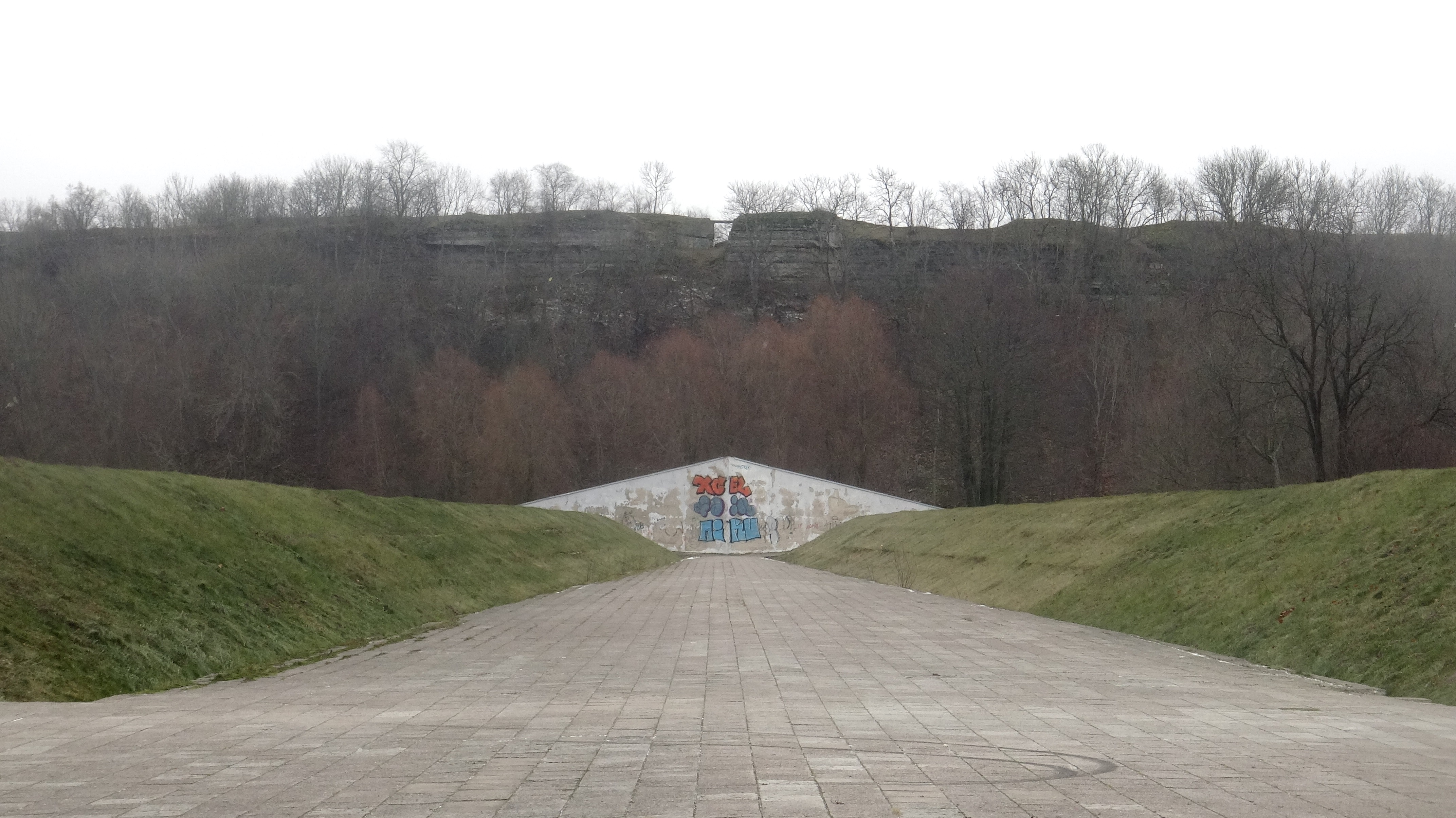
Дорога, уходящая в тупиковую часть комплекса. Позади находится Ласнамяэский глинт
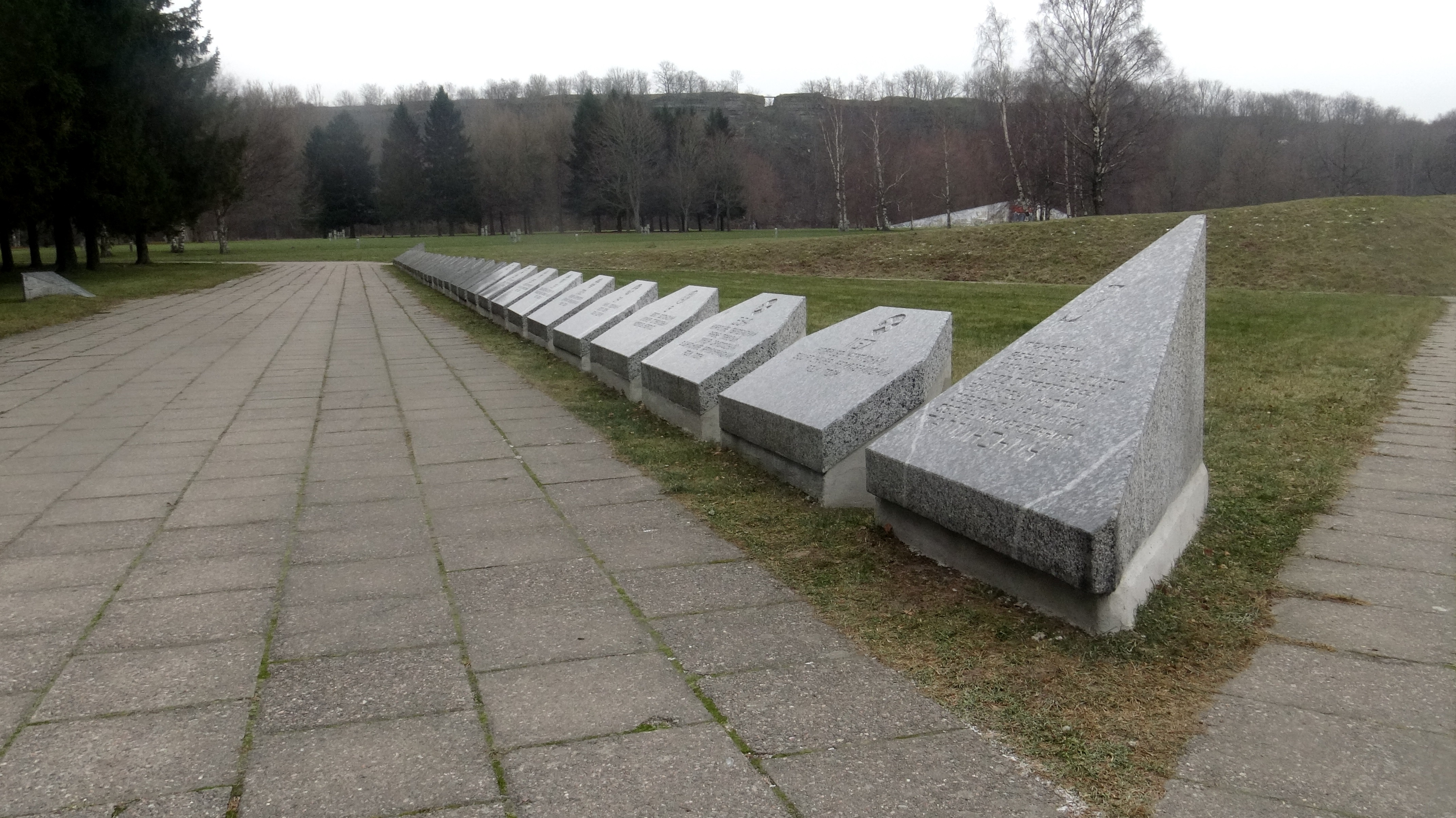
Памятные гранитные таблички советских боевых частей. Снесены в октябре 2022 года
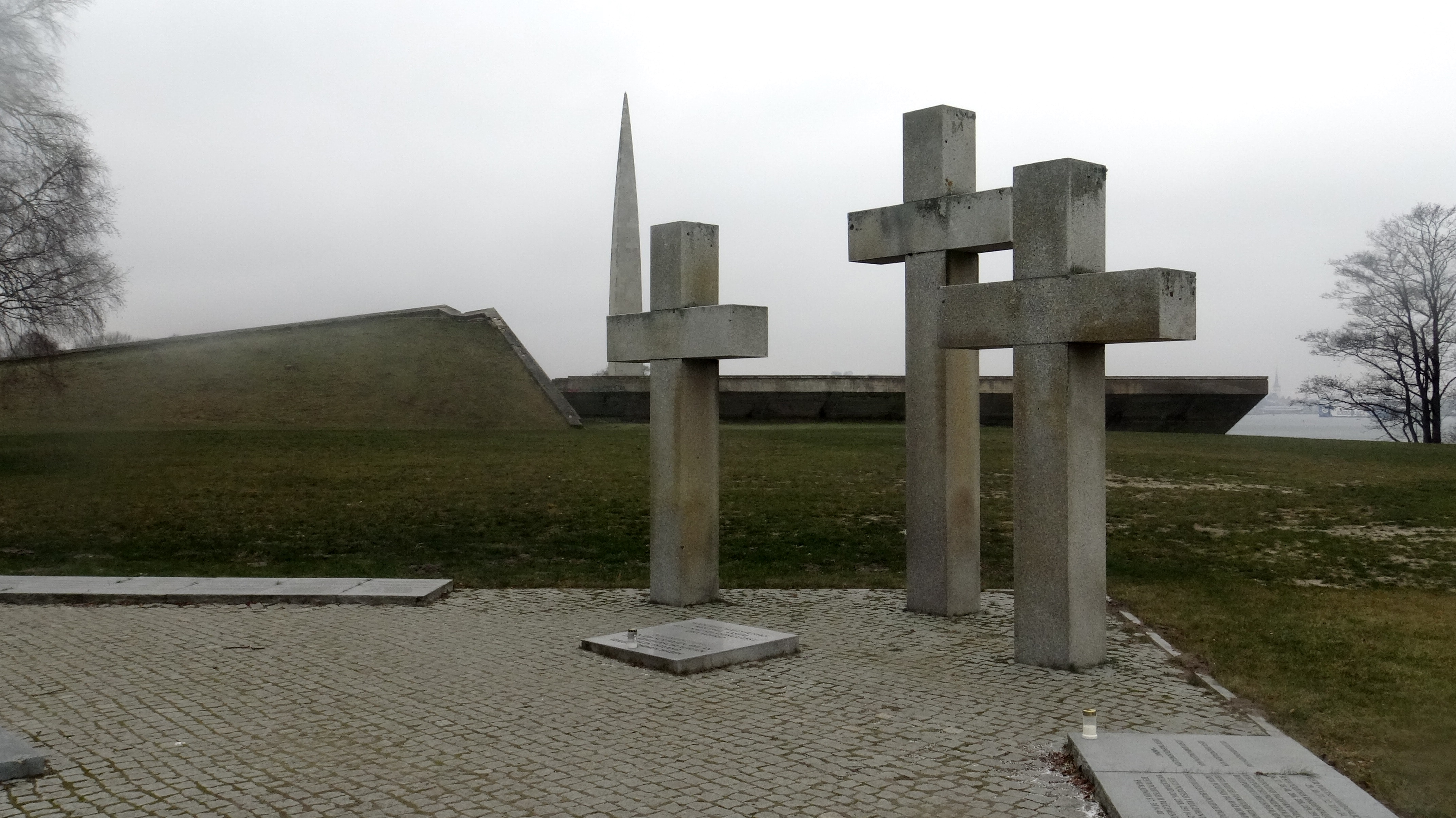
Памятные кресты солдатам Вермахта
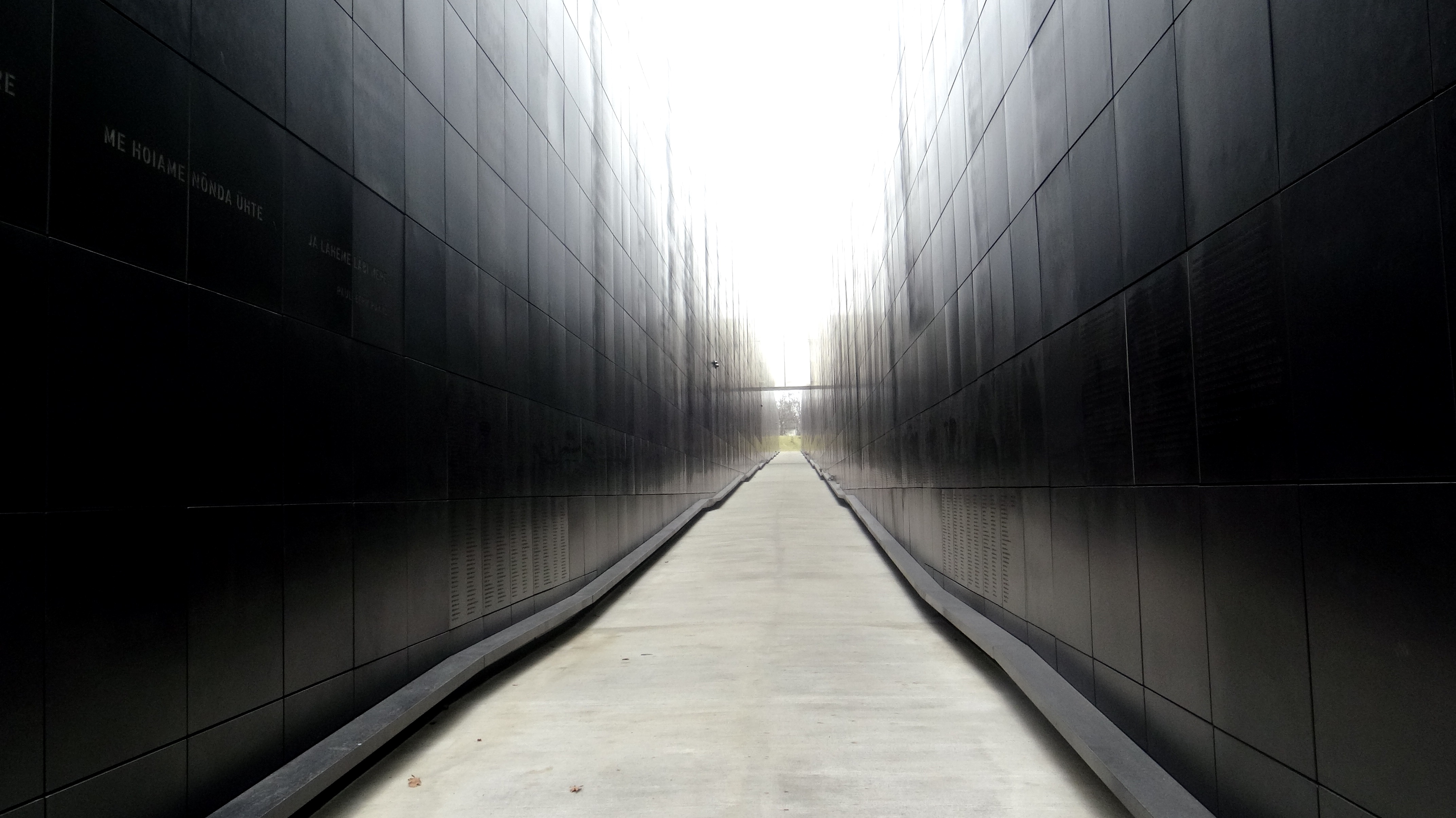
«Путь»
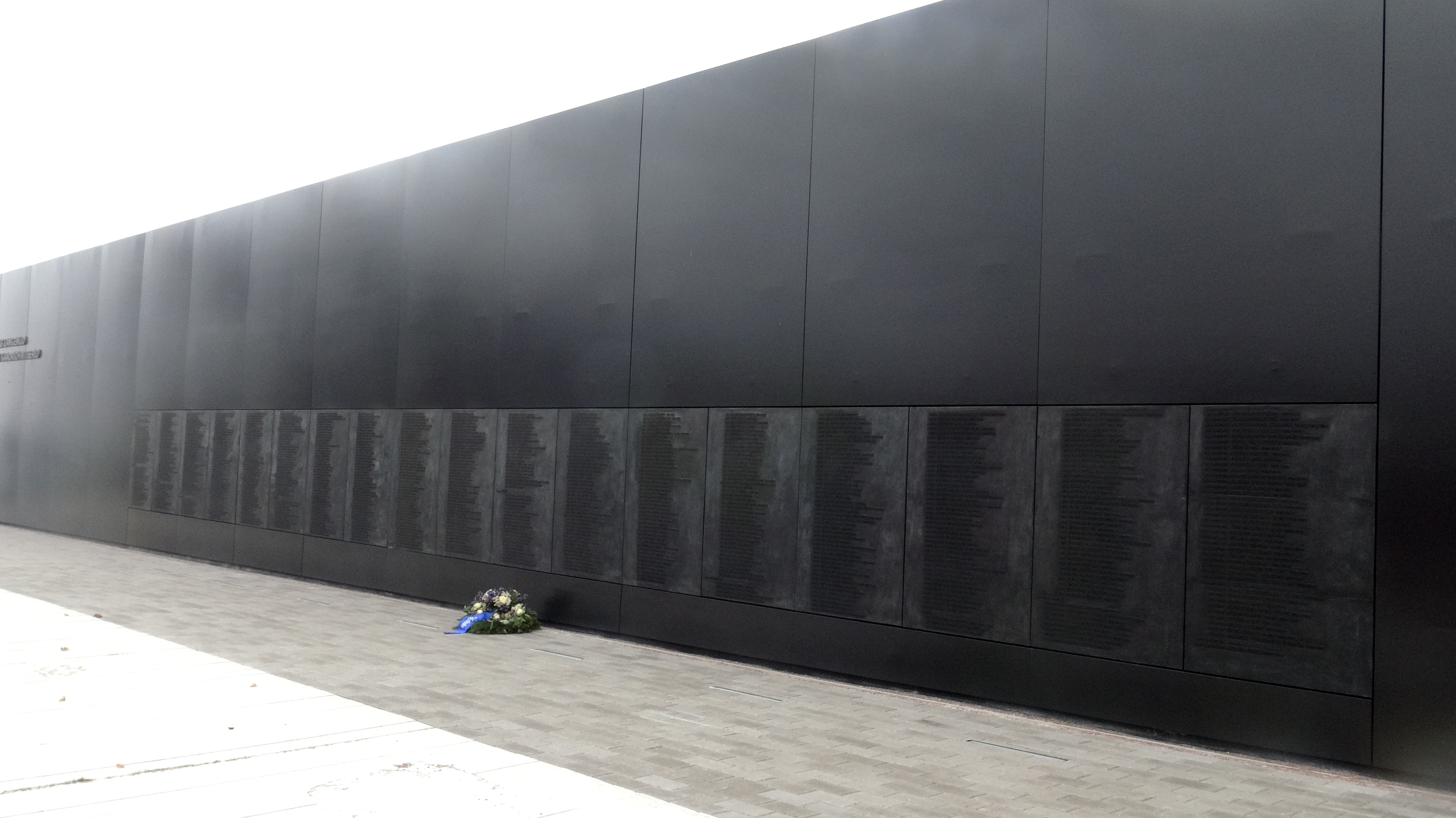
Памятные плиты восьми сотням эстонских офицеров и генералов, репрессированных советскими властями
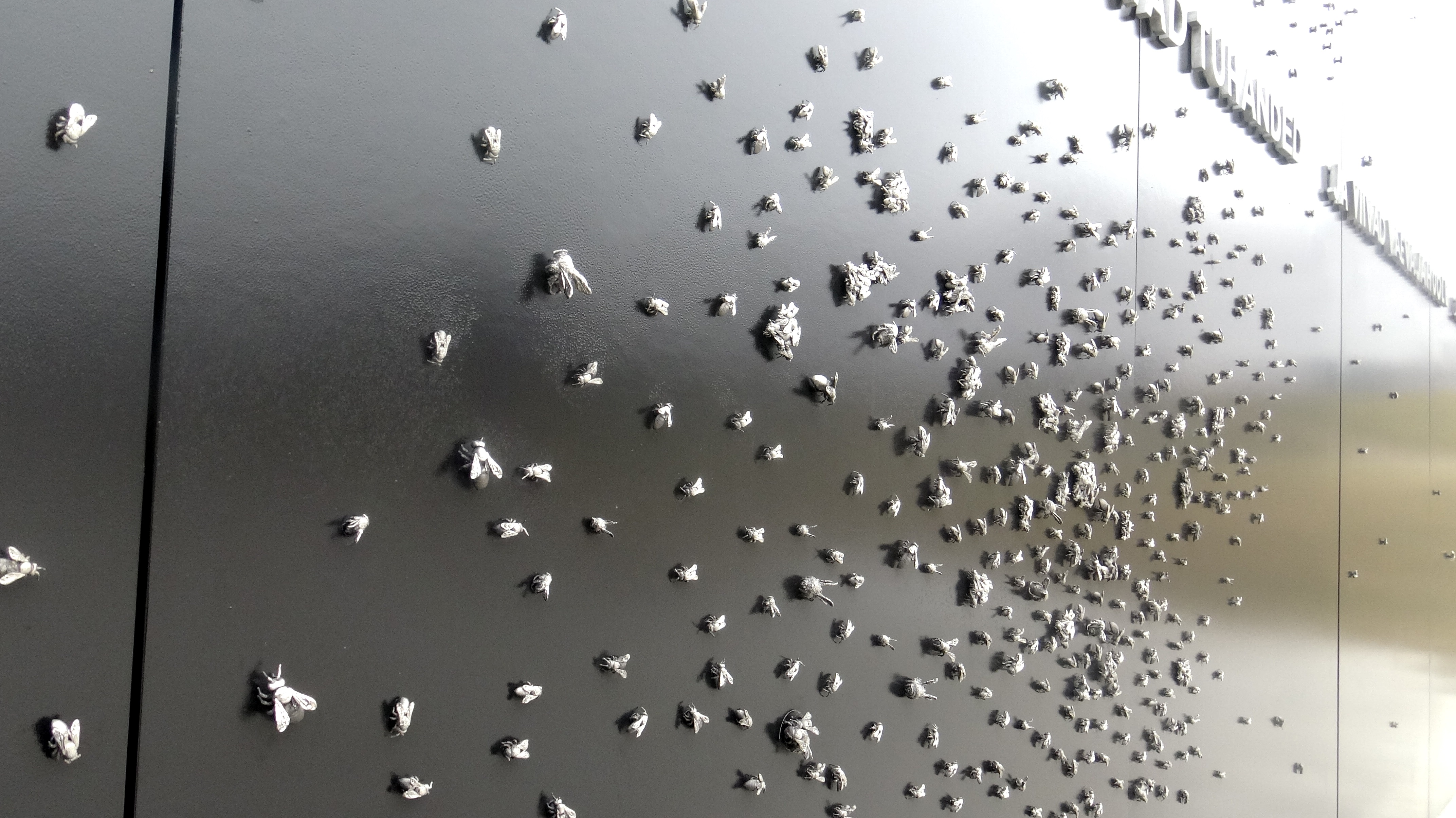
«Пчелы в яблоневом саду»
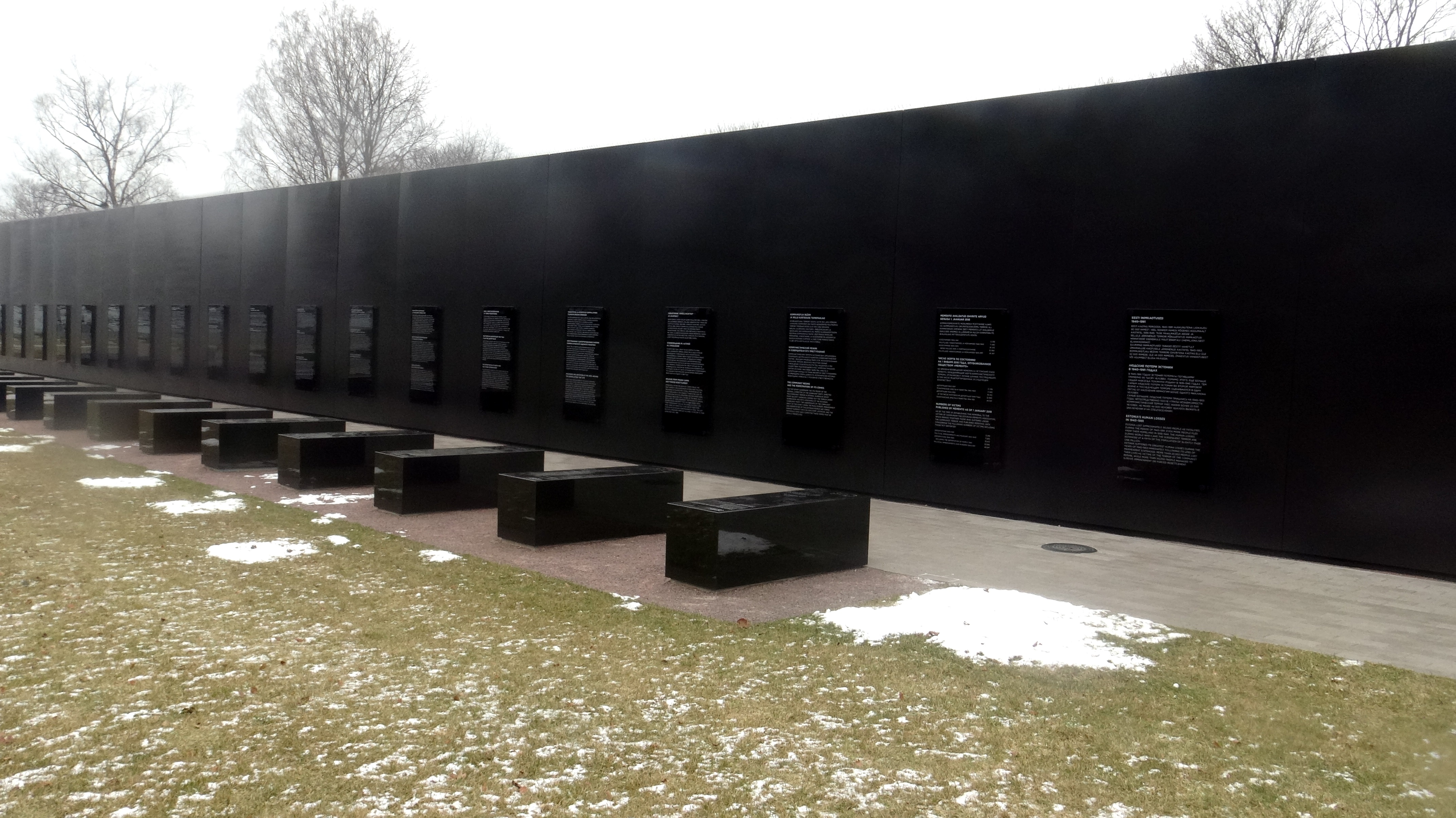
Гранитные камни с обозначением мест ссылок и памятные таблички на эстонском, русском и английском языках об этапах репрессий в Эстонии